# Епархия Джаяпуры
Епархия Джаяпуры (лат. Dioecesis Iayapuraensis) — епархия Римско-Католической церкви с центром в городе Джаяпура, Индонезия. Епархия Джаяпуры входит в митрополию Мерауке. Кафедральным собором епархии Джаяпуры является церковь Христа Царя в городе Джаяпур.

## История
12 мая 1949 года Римский папа Пий XII издал буллу Melius aptiusque, которой учредил апостольскую префектуру Голландии, выделив её из апостольского викариата Голландской Новой Гвинеи (сегодня — Епархия Амбоины).
14 июня 1954 года Римский папа Пий XII издал буллу Sicuti sollers, которой преобразовал апостольскую префектуру в апостольский викариат.
19 декабря 1959 года апостольский викариат Голландии передал часть своей территории новой апостольской префектуре Маноквари (сегодня — Епархия Маноквари-Соронга).
28 июня 1963 года апостольская префектура Голландии была переименована в апостольский викариат Кота-Бару и 12 июня 1964 года — в апостольский викариат Сукарнапура.
15 ноября 1966 года Римский папа Павел VI издал буллу Pro suscepto, которой преобразовал апостольский викариат Сукарнапура в епархию.
25 апреля 1969 года епархия Сукарнапура была переименована епархию Джаяпуры.
19 декабря 2003 года епархию Джаяпуры передала часть своей территории новой епархии Тимики.

## Ординарии епархии
- епископ Oscar Cremers OFM[1](3.06.1949 — 1954);
- епископ Rudolf Joseph Manfred Staverman OFM (29.04.1956 — 6.05.1972);
- епископ Herman Ferdinandus Maria Münninghoff OFM (6.03.1972 — 29.08.1997);
- епископ Leo Laba Ladjar OFM (29.08.1997 — по настоящее время).

## Источник
- Annuario Pontificio, Libreria Editrice Vaticana, Città del Vaticano, 2003, ISBN 88-209-7422-3
- Булла Melius aptiusque, AAS 41 (1949), стр. 535  (лат.)
- Булла Sicuti sollers, AAS 46 (1954), стр. 474  (лат.)
- Булла Pro suscepto  (лат.)